# Romeo Mancini
Romeo Mancini (Perugia, 28 maggio 1917 – Perugia, 19 marzo 2003) è stato un pittore e scultore italiano.

## Biografia
Si forma all'Istituto d'arte di Perugia dove conosce Leoncillo ed Enzo Rossi, con i quali sarà legato da un'amicizia che li accompagnerà nel corso delle loro vite, condividendo con Rossi prima la Resistenza sulle montagne umbre come partigiano e poi, anche insieme a Leoncillo negli anni Cinquanta, l'esperienza romana a Villa Massimo, abitata da molti artisti umbri.
Nel 1936 si iscrive al corso di pittura e scultura all'Accademia delle Belle Arti, esponendo nell'immediato dopoguerra nella Mostra del Disegno italiano dell'aprile del 1946 e con la sua opera I suonatori ambulanti nella mostra sociale del giugno dello stesso anno, che si tennero nella nuova sede espositiva della Galleria Nuova di Perugia, nella ex-chiesa di Santa Maria del Popolo, ideata da Galeazzo Alessi intorno al 1545. Prima della guerra l'edificio di culto era stato soppresso e adibito a borsa merci e successivamente utilizzato come chiesa anglicana dagli inglesi dopo la liberazione.
Proprio nel 1948, quando Togliatti affermava l'esigenza di una totale adesione al realismo socialista, Romeo Mancini sperimentava il neo cubismo e poi in Francia la pittura astratta, durante il suo soggiorno in Costa Azzurra e a Parigi del 1950, subito prima di stabilirsi a Roma. In Costa Azzurra Romeo ha contatti con il pittore, scultore e ceramista Édouard Pignon, figlio di minatore che sperimenterà la miniera lui stesso, poi rappresentata nei suoi dipinti nel corso della sua attività artistica.
Mancini fu allo stesso modo profondamente legato all'arte figurativa e all'esigenza di rappresentare il lavoro, che lui stesso ritrarrà nelle miniere umbre del Bastardo e nelle valli di Comacchio dove nel 1950 si recò su proposta del PCI insieme ai pittori Treccani, Turcato, Scarpitta e Paolo Ricci, per poter osservare la vita dei pescatori di frodo, che dipinse poi per moltissimi anni.

### Il periodo di Villa Massimo

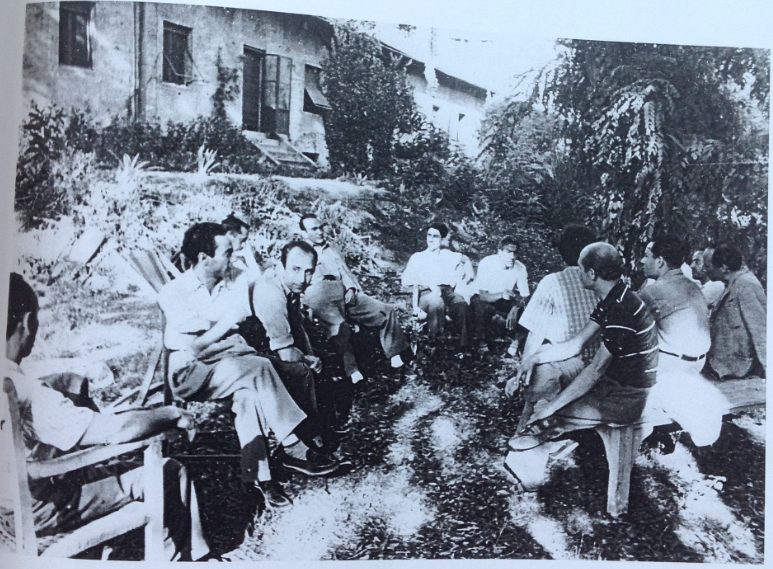
Artisti a Villa Massimo negli anni '50

Romeo Mancini nel 1950, appena tornato dal suo viaggio in Francia, decise di lasciare Perugia per Roma e vivere a Villa Massimo fino al 1956, quando la residenza fu restituita alla Germania; in quegli anni Cinquanta in cui astrattisti e realisti stavano vivendo una guerra ideologica e formale, quando quella mondiale si era appena conclusa e l'arte non poteva esimersi dal ricordarlo.
Mancini aderisce al realismo, tenendo fede alle sue esigenze più intime di rappresentare il lavoro, con uno sguardo che non abbandonò mai l'astrazione. I suoi pescatori mostrano sulla pelle i segni del sole, del vento e della stanchezza siedono su barche che evocano elementi astratti, geometrie pure. Combattono contro onde rosse.
Villa Massimo, requisita dallo Stato italiano alla Germania, su proposta di Guttuso era stata assegnata agli artisti italiani da Togliatti. Era abitata da molti pittori e scultori già dal 1947 ed Emilio Greco, che fu l'ultimo ad abbandonarla, afferma: “ Non ricordo se fosse pomeriggio o sera quando nel gennaio del 1947 fui convocato dal sequestratario dell'Accademia tedesca, per l'assegnazione degli studi di Villa Massimo. […] Nello studio del vecchio avvocato Della Monica, a Via Nemorense, trovai Guttuso, Mazzacurati, Leoncillo e lo scultore Graziotti che non conoscevo: tutti candidati per l'assegnazione degli studi.
Il sequestratario ci fece accomodare e cominciò a scrivere i nostri nomi su dei pezzettini di carta, e, arrotolatili, li pose dentro a un cappello per l'estrazione. […] Il primo nome estratto fu quello di Graziotti. Alla seconda estrazione venne fuori il mio nome. […] L'estrazione continuò. Il terzo nome fu quello di Leoncillo con lo studio n. 3, accanto al mio; il quarto risultò Mazzacurati e il quinto Guttuso insieme a Turcato, con il quale successivamente si accordò per avere lo studio tutto per sé […] Altro studio fu assegnato allo scultore Ciampolini ed altri due erano stati precedentemente occupati, rispettivamente dall'architetto Blattler e da due artigiani tedeschi che stampavano stoffe[…]".
Mancini in un'intervista rilasciata nel 1994 descrive l'ambiente di Villa Massimo: “Estremamente vivace e, per molti versi, divertente, pieno di personaggi significativi. La vita era molto movimentata all'interno della Villa, piena di episodi dai quali emergevano le intelligenze, le simpatie, le invidie e gli odi che il mondo dell'arte sa esprimere. L'intera Villa era divisa in studi-abitazioni per gli artisti. […] Là c'erano i miei amici Brunori, Leoncillo, Rossi, con i quali avevo fatto gli studi a Perugia. Oltre ai miei amici umbri, c'erano Guttuso, Greco, Scarpitta, Mazzacurati e altri. […] Un mondo pieno di esperienze di vita, le più diverse. In uno degli studi viveva Ciampolini, un pittore e scultore che aveva fatto nudi di donna, in gesso, alti due-tre metri e li aveva collocati nel parco della villa. Del suo lavoro conoscevamo solo quelle opere, non faceva entrare nessuno nel suo studio. Che personaggio incredibile! Un giorno gli venne chiesto se era contento che la Magnani e Visconti facessero una festa pro-qualcosa. Lui, che viveva così isolato, si impegnò moltissimo nell'organizzazione: spostò le palle che erano nel parco, quelle di uno-due quintali che venivano messe sui pinnacoli delle ville barocche, rubò un riflettore e realizzò un arco voltaico con il quale produsse effetti che si vedevano dal Pincio.”  […] “Di giorno si lavorava ciascuno nel chiuso del proprio studio, era di notte che si stava tutti insieme, e non solo noi di Villa Massimo, ma anche Mafai, Scarpitta, Turcato, Attardi, Consagra, Vedova e tanti altri. Ci si incontrava dal Menghi, la trattoria di Via Flaminia dove il malcapitato oste aspetta ancora di riscuotere i nostri crediti. Sarebbe ricco se avesse accettato di farsi pagare con le opere. E poi tutti in giro a bighellonare per una Roma deserta, a tirar mattina discutendo d'arte”
Il 1950 fu anche l'anno in cui Romeo tenne la sua prima mostra personale a Roma, presso la Galleria Lo Zodiaco. Nel 1952 partecipa alla VI Quadriennale Nazionale di arte contemporanea di Roma esponendo I Minatori. Quei minatori che Romeo aveva visto nel marzo del 1951 nelle miniere della zona del Bastardo, vicino a Perugia, dove si era recato insieme ad altri pittori umbri. L'esperienza in miniera aveva profondamente toccato l'artista, descritta in un articolo pubblicato nell'aprile di quello stesso anno: “Lo scuro non è nero per noi pittori e credo che nella miniera, questa opinione sia condivisa dagli stessi minatori. Ricordo trovai giusta la intuizione di certi viola, bleu, e rossi che avevo introdotto nel mio dipinto “Il minatore”; la mia immaginazione mi aveva assistito.
La sensazione però che andavo ricevendo spingendomi nelle gallerie superava ogni preconcetta visione. Entrammo in una galleria di avanzamento e vi trovammo due operai che stavano armando un traforo di fresco scavato. Fu lì che ci accorgemmo del pericolo che di continuo incorre il minatore. La lignite in quel punto si presentava ancor più lucente ed era tagliata anche dalla luce della lucerna. Analizzai il rapporto che c'è tra il minatore e la miniera. Era molto difficile stabilire chi dei due avrebbe vinto. L'uomo nella casa è più forte di essa; è più forte dell'ambiente, lì invece vi era un continuo contrasto di forze, il minatore diveniva piccolo la miniera sembrava volerlo schiacciare poi a colpi di piccone ingigantiva per divenire elemento di dominio il prezioso contenuto della miniera.”.
Il 1950 è anche l'anno in cui nelle valli di Comacchio può osservare e ritrarre i pescatori di frodo che verranno dipinti da Mancini in moltissime delle sue opere. Nel 1956 partecipa alla VII Quadriennale d' Arte di Roma e alla XXVIII Biennale di Venezia presentando due sculture in ceramica: Fiocinatori n. 2 e Fiocinatori n. 3 realizzate nello stesso anno.
Dall'inizio degli anni Cinquanta collabora alla rivista “Realismo” di Raffaele De Grada.
La serie di dipinti astratti dedicati alla città di Antibes il suo porto e le sue barche, realizzata nel 1950, darà poi vita nel 1958 alla scenografia di un concerto tenuto al Teatro Morlacchi di Perugia dalla Juilliard Symphony Orchestra di New York, diretta da Jean Morel; le Suites di due partiture destinate ai balletti, Daphnis et Chloé di Ravel e L'Uccello di fuoco di Stravinsky.
Nello stesso anno in cui, il 1950, Mancini aveva rappresentato Antibes, toccando le vette più elevate dell'astrazione, realizza anche uno dei suoi quadri realisti più importanti Il Mangiatore.
Negli anni Sessanta espone negli Stati Uniti e dopo aver tenuto altre mostre personali a Roma nelle Gallerie La Salita e Penelope è nuovamente invitato a partecipare nel 1966 alla IX Quadriennale Nazionale d'Arte romana.

### I lavoratori del mare
Nell'opera di Mancini il soggetto che egli più rappresentò e che più fu distintivo nel suo tratto, nei suoi elementi scultorei fu il pescatore e il suo lavoro. Anche nelle opere in cui il pescatore non è apparentemente rappresentato, spesso se ne rintraccia lo scalmo, l'elemento cardine dove il remo poggia e permette alla barca di avanzare. Ad esempio, nelle Cattedrali, opere realizzate a partire dagli anni Settanta, appaiono scalmi come ingranaggi inseriti in un nuovo contesto, inghiottiti dal macchinario, dal lavoro industriale.
Nel 1950 Mancini si reca a Comacchio insieme ad altri artisti mandati dal Partito Comunista. Fu lì che vide i pescatori di frodo che dovevano attendere la notte per poter pescare.
Tornato a Villa Massimo partecipa poi nel 1951 al Premio Vignola, con Mazzacurati tra la giuria, dove espone i disegni eseguiti durante quell'esperienza. Vinse il terzo premio, una forma di parmigiano che fu condivisa tra tutti gli artisti di Villa Massimo a Roma. Cinque anni prima, nel 1946, Rossellini nell'ultimo episodio di Paisà, aveva mostrato le barche di Porto Tolle, non lontano da Comacchio, delle quali i partigiani si servirono durante la resistenza. Sono visibili gli stessi scalmi delle barche che come elementi scultorei.
Dopo aver attraversato le vie del realismo, del figurativo e dell'astrazione, una delle ultime opere realizzate dall'artista nel 1994 per il cinquantenario della Liberazione dell'Umbria torna a richiamare proprio uno scalmo, evocando i contorni di una barca.
Nel febbraio del 1965 l'artista espone a Roma con una personale presentata da Nello Ponente presso la Galleria Penelope dove la sua opera I pescatori con lampare realizzata nel 1964, viene venduta e acquisita presso le collezioni della Camera dei Deputati.  Nel 1966 espone alla IX Quadriennale nazionale d'arte di Roma le opere  I tempi dei lavoratori del mare I e II.
Nello stesso anno si tiene a Perugia un'altra personale presentata sempre da Nello Ponente presso la Galleria Le Muse: i Pescatori notturni, le litografie. Sempre nel 1966, la Galleria Penelope allestisce a Bratislava la mostra Arte oggi e un'opera di Mancini, Pescatori notturni, verrà acquisita nella collezione permanente della Galleria nazionale slovacca
Tra il 1963 e il 1964 Mancini espone i Pescatori anche negli Stati Uniti, tenendo delle mostre personali in Ohio, Indiana e Michigan. Una sua opera realizzata a inchiostro e tempera su carta, Due pescatori con lampara realizzata del 1964, è conservata presso il Columbus Museum of Art, Ohio.

### I monumenti alla Resistenza
Una parte molto consistente della produzione artistica di Mancini riguarda le sue opere in scultura e i monumenti che dal 1948 in poi gli furono commissionati in moltissimi comuni dell'Umbria, ma una sua opera si trova anche in Spagna, a Flix in Catalogna, a memoria delle Brigate Internazionali che combatterono sull'Ebro contro il regime franchista. Il monumento è rivolto verso il fiume, verso il ponte di ferro che lì si trovava e nel 1938 fu fatto saltare in aria. Riporta un'iscrizione: "1938: Qui nell'Ebro, volontari antifascisti italiani e di tutto il mondo lottarono insieme al popolo spagnolo per la giustizia, la libertà e la democrazia, nell'ultima grande battaglia dell'esercito repubblicano”.
Nel 1956 l'artista torna a vivere a Perugia, avendo dovuto, come gli altri artisti, abbandonare definitivamente Villa Massimo restituita alla Germania. L'anno seguente diviene docente di scultura presso l'Accademia di Belle Arti di Perugia.
Negli anni Sessanta continua ad affrontare il tema “dell'uomo al lavoro, l'uomo e lo strumento, l'uomo e la macchina… dai Pescatori di Porto Garibaldi del '53 fino ai Fiocinatori protesi sul mare, dalla grande Apocalisse del 1964 (quadro riassuntivo, emblematico) ai dipinti posteriori sempre dello stesso soggetto, quello che ci colpisce è questa continua metamorfosi della forma, realizzata però in un repertorio iconografico abbastanza ristretto: l'arco di una schiena, la struttura ossea di un dorso, la prominenza di un cranio, il pugno chiuso che stringe, e poi la lampada, la lancia […] in questo lavoro incessante...” nel quale Mancini rappresenta i suoi soggetti cogliendoli nel momento più intimo, concentrati e intenti nel loro lavoro, senza alcuna retorica. Il loro impegno, la loro forza e la loro fatica si confronta con raffinatissime astrazioni. Le barche, le lampade, le fiocine, le onde del mare astraggono un lavoro che non potrebbe essere espresso in modo più veritiero.
Nel 1956 realizza il Monumento ai Caduti di Passignano sul Trasimeno (Perugia), in ceramica colorata. Il fregio policromo è incastonato nella pietra, dove alle scene di morte e si susseguono quelle del lavoro e del primo maggio. Una narrazione che si sviluppa longitudinalmente, rendendo lo spettatore memore degli eventi drammatici della guerra e il ritorno ai ritmi ciclici della vita.
Sempre per Passignano, realizzerà nel 1967 il Monumento agli aviatori caduti nel Trasimeno, su un basamento che emerge dalle acque del lago.
Nel 1958 esegue il Monumento al Partigiano di Montebuono.
Nel 1973 Mancini diviene direttore dell'Accademia di Belle Arti di Perugia, carica che ricoprirà fino al 1979.

### Le Cattedrali
Dagli anni Settanta l'artista si dedica allo studio e alla costruzione pittorica delle Cattedrali, dei meccanismi tecnologici e industriali alienanti, il cui nome li identifica con un luogo sacro. L'industria, nuova cattedrale dove viene riposta la fede, espressa in un rito formale. Luoghi senza atmosfera e senza umanità, alla quale si è sostituito il meccano.
Nel 1984 Mancini tiene una mostra personale “Le Cattedrali” nella Rocca Paolina di Perugia dove nell'anno seguente verrà installato il suo monumento bronzeo Ai Democratici Umbri Vittime dello squadrismo fascista 1921-1922.
Lo storico dell'arte Pietro Scarpellini, in occasione della personale di Mancini del 1978, tenutasi al Salone delle Pietre di Todi, a cura di Nello Ponente, riguardo alle Cattedrali scrive: “[…]. In queste officine vuote si respira difatti un'aria magica, come un mondo silente, dove la grandiosità del prodotto umano resta immobile nella sua impressionante presenza. Mi riferisco in particolar modo alle due grandi tele segnate “Cattedrali”, dipinte in questi ultimi mesi, ed a tutto il contorno di studi e disegni che le incornicia nella mostra todina. Sono due quadri misteriosi, quasi lunari, dove il titolo potrebbe offrirci una chiave di comprensione nel verso dell'ironia polemica, oppure un'evasione nel surreale. Non credo però che né l'una né l'altra debba risultare l'interpretazione giusta. Secondo me queste officine sono veramente cattedrali, sono costruite in tutta la loro monumentale imponenza e, direi addirittura, nella loro paurosa bellezza. L'intonazione drammatica nasce allora dall'emozione, dalla meraviglia dell'uomo che si trova ad aggirarvisi dentro come un estraneo, che si ritrova solo, sperduto nel mondo da lui stesso costruito. In conclusione Mancini non ha, secondo me, mutato rotta: ha solo prese le distanze da quel tema del lavoro che ispira tutta la sua opera per vederlo dal di fuori, nelle sue conseguenze più abnormi e minacciose. Le cattedrali costituiscono solo un capitolo del lungo, unitario e pur vario discorso che l'artista è ben lungi dall'aver concluso.”

## Mostre personali e collettive
- 1934 Mostra d'Arte del GUF, Perugia
- 1935 Mostra d'Arte del GUF, Perugia
- 1936 Littoriali dell'Arte, Perugia
- 1946 Mostra del disegno Italiano contemporaneo, Galleria Nuova, Perugia
- 1947 Mostra personale, Galleria Nuova, Perugia
  - I Mostra nazionale di Pittura “Premio Perugia”, Perugia
  - I Mostra regionale di Arte Contemporanea, Spoleto
- 1948 Mostra U.C.A.I., Galleria Nuova, Perugia
  - I Mostra nazionale di Bianco e Nero, Circolo Artistico I.A.T.E., Catania
  - 104ª Esposizione, Società promotrice Belle Arti, Torino
  - Mostra d'Arte Umbria Contemporanea, Circolo del Drago, Terni
  - Concorso nazionale per la Sagra Musicale Umbra, Perugia - I premio
  - VIII Premio di Pittura “Città di Orvieto 1948”, Orvieto
- 1949 Mostra del Sindacato Artisti, Rocca Paolina, Perugia
  - Mostra del Ritratto, Palazzo Comunale, Perugia
  - Mostra di artisti e artigiani, Sale della Leva, Perugia
- 1950 Mostra personale, Galleria Lo Zodiaco, Roma
  - Mostra degli artisti perugini, Galleria Po, Roma
  - Mostra nazionale “Il Lavoro”, Galleria La Conchiglia, Roma – premiato
- 1951 Festival internazionale d'Arte, Varsavia
  - Premio per la Pace, Galleria La Conchiglia, Roma
  - Premio Vignola, Vignola, III premio
  - Mostra “L'Arte contro la Barbarie”, Roma
- 1951-52    VI Quadriennale nazionale d'arte, Roma
- 1952 Premio “Per un'Umbria Nuova”, Palazzo Comunale, Perugia, I premio
- 1953 Mostra personale, Saletta Brufani, Perugia
  - V Mostra del Sindacato Artisti Umbri, Perugia,  I Premio
  - Mostra della Solidarietà, Terni
  - Mostra di Arti Figurative all'Esposizione dell'Agricoltura, Roma
  - I Mostra internazionale “Città di Messina”, Messina
  - I Mostra nazionale di Arti Figurative, Premio Spoleto, Palazzo Collicola, Spoleto
  - Festival internazionale d'Arte, Varsavia
- 1954 Mostra internazionale della Resistenza, “Ausstellung Kunst und widerstand Internationales”, Vienna
  - Mostra regionale d'Arte “Venanzio Gabriotti”, Foligno
  - II Mostra nazionale di Arti Figurative, Premio Spoleto, Palazzo Collicola, Spoleto
  - Mostra nazionale di Pittura “La Donna”, Perugia, I premio.
  - Mostra di pittura “Accademia dei Filedoni”, Perugia, II premio
  - Mostra viaggiante del Paesaggio Umbro, Perugia-Terni
  - VI Mostra nazionale di Arte Contemporanea, Alessandria
  - Mostra regionale d'Arte “Venanzio Gabriotti”, Foligno
- 1955 VII Mostra nazionale di Arte Contemporanea, Alessandria, premiato
  - V Festival mondiale della Gioventù, Varsavia, premiato
  - III Premio Genazzano, Genazzano
  - Rassegna di giovani artisti, Hotel Brufani, Perugia
  - VI Mostra regionale d'Arte, Perugia, premiato
  - III Mostra di Arti Figurative, Premio Spoleto, Palazzo Collicola, Spoleto
- 1955- 56 VII Quadriennale nazionale d'arte, Roma
- 1956 Mostra personale, Hotel Brufani, Perugia
  - XXVIII Biennale di Venezia, Venezia
  - Mostra patrocinata dall'Ente del Turismo, Gubbio, premiato
  - IV Mostra nazionale di Arti Figurative, Premio Spoleto, Palazzo Collicola, Spoleto
  - VI Concorso della Ceramica, Faenza
  - XIV Concorso nazionale della Ceramica, Faenza
  - I Premio Titano, Repubblica di San Marino, III premio
- 1957 IV Mostra della Ceramica, Galleria Il Camino, Roma
  - Mostra concorso “Il Mondo della Scuola”, Palazzo Venezia, Roma
  - Mostra di Arti Figurative del Circolo di Cultura, Terni
  - Mostra concorso “Il Mondo della Scuola”, Perugia, I premio
  - III Mostra dell'Artigianato Provinciale, Città di Castello, premiato
  - VIII Mostra nazionale di Arte Contemporanea, Alessandria, premiato
  - Mostra “Il Trasimeno muore”, Perugia
  - Mostra “Il Trasimeno muore”, Roma
  - Mostra dell'Archivio e Museo Storico dei Combattenti dei Ghetti, Israele
- 1958 Mostra personale, Galleria La Salita, Roma
- 1959 I Premio “Perugia”, Perugia
  - X Premio nazionale di Pittura, Golfo della Spezia
  - IX Premio G.B. Salvi, Palazzo Oliva, Sassoferrato
  - VII Mostra nazionale di Arte Figurativa, Premio Spoleto, Palazzo Collicola, Spoleto
- 1960 Premio Amedeo Modigliani, Livorno
  - VIII Mostra nazionale di Arti Figurative, Premio Spoleto, Palazzo Collicola, Spoleto
- 1961 Mostra personale, Atrio Palazzo dei Priori, Perugia
  - VI Mostra nazionale d'Arte Contemporanea, Premio Nazionale di Pittura “Castello Svevo”, Termoli
  - Arte Italiana e Straniera, Galleria Penelope, Roma
  - Mostra Italia '61, Torino
- 1962 Mostra collettiva, Spoleto
  - Biennale d'Arte della Ceramica, VII Premio Gubbio “Mastro Giorgio”, Gubbio, Palazzo Ducale, premiato
  - IV Concorso internazionale della Ceramica, Gualdo Tadino, I premio tra gli umbri
  - Arte Italiana e Straniera, Galleria Penelope, Roma
  - VII Premio Castello Svevo, Termoli
  - IV Mostra internazionale d'Arte, Maratea
  - X Mostra nazionale di Arte Figurativa, Premio Spoleto, Palazzo Collicola, Spoleto
- 1963 Mostra personale, Ohio Wesleyan University, Delaware, Ohio
  - Premio Città di Orvieto, II premio
  - VIII Premio Castello Svevo, Palazzo del Comune, Termoli
  - III Edizione del “Premio Deruta”  Mostra internazionale della Ceramica, Deruta, I premio
  - XIII Premio “G.B. Salvi” e “Piccola Europa”, Palazzo Oliva, Sassoferrato
- 1964 Mostra personale, Columbus Gallery of Fine Arts, Ohio
  - Mostra personale, De Pauw University. Greencastle, Indiana
  - Mostra personale, Earlham College, Richmond, Indiana
  - Mostra personale, Albion College, Albion, Michigan
  - Premio Venanzio Gabriotti, Città di Castello, I premio
  - Disegni e incisioni per Natale, Galleria Penelope, Roma
  - IX Premio Castello Svevo, Palazzo del Comune Termoli
- 1965 Mostra personale, Galleria Penelope, Roma
  - Mostra collettiva, Galleria L'Angolo, Sassari
  - “Premio Villa San Giovanni” di pittura, Lido di Villa San Giovanni
  - XVI Mostra nazionale di Pittura e Scultura, Premio del Fiorino, Palazzo Strozzi, Firenze
  - Natale d'Arte, Galleria Penelope, Roma
- 1965-66 IX Quadriennale nazionale d'arte, Roma
- 1966 Mostra personale, Antologia Grafica, Galleria Penelope, Roma
  - Mostra personale, Galleria La Molla, Pisa
  - Mostra personale, Galleria Le Muse, Perugia
  - Arte e Sport, Spoleto
  - Mostra della pittura italiana, Bratislava
  - “Premio Villa San Giovanni” di pittura, Lido di Villa San Giovanni
  - Arte Italiana e Straniera, Galleria Penelope, Roma
- 1967 VI Biennale Mediterraneo, Alessandria d'Egitto
- 1968 XIII Premio Villa San Giovanni, Roma
- 1969 V Biennale d'Arte del Metallo, Gubbio
  - III Mostra di Arte Figurativa, Terni
- 1970 Mostra per la Grecia Libera, Galleria Ciak, Roma
- 1972 Mostra personale antologica a cura del comune, Palazzo dei Priori, Perugia
- 1973 Mostra personale, Galleria L'Approdo, Marsciano
  - Mostra personale, Galleria Il Perugino, Perugia
  - Mostra “9 from Perugia Accademia di Belle Arti Piero Vannucci”, De Andreis Gallery, New York
- 1976 Mostra personale, Centro d'Arte Studio, Bologna
  - Mostra personale, Palazzo comunale, Perugia
  - “Artisti Italiani per il tribunale Russell e per la Lega Internazionale dei Diritti dei Popoli”, Palazzo dei Priori, Perugia
- 1977 Mostra personale, Galleria A3, San Galigano
  - Mostra personale, Galleria Il Pozzo, Città di Castello
- 1978 Mostra personale, Salone delle Pietre, Todi
- 1979 Mostra personale, Galleria Il Sagittario,  Perugia
  - Mostra personale, Palazzo dei Priori, Perugia
- 1981 Mostra personale, Pinacoteca, Repubblica di San Marino
  - Mostra d'Arte Contemporanea delle Collezioni dello Stato, Repubblica di San Marino
- 1982 Mostra collettiva, Palazzo Eroli, Narni
- 1983 Mostra personale, Galleria Artmessage, Roma
- 1984 Mostra personale, “Le Cattedrali”, Rocca Paolina, Perugia
  - Mostra collettiva degli Artisti Umbri, Galleria Il Gianicolo, Perugia
  - Mostra “Gli Umbri a Villa Massimo”, Acquasparta
- 1986 Mostra Personale, Mostra a Mugnano
  - Mostra “Dallo Spagna a Burri”, Acquasparta
- 1989 Mostra storica della Guerra di Spagna 1936-1939, Rocca Paolina, Perugia, ANPI- ANPPIA
  - Estate Corcianese, Corciano
- 1989-90 Mostra Personale, Palazzo della Penna, Perugia
- 1990 Mostra personale, “Percezione della realtà”, Rocca, Umbertide
  - Inaugurazione del Monumento dedicato alla Battaglia dell'Ebro, Flix, Spagna
  - XXII Premio internazionale San Valentino d'oro, Terni
- 1992 Mostra personale, Palazzo Bonucci, Perugia
- 1993 Mostra personale, Il Gianicolo centro d'arte, Galleria d'arte contemporanea, Perugia
- 1996 “Arte in Lotta” Mostra della Raccolta della CGIL, Sale delle Colonne, Rimini
- 1997 Mostra personale, “Dalla realtà all'astrazione alla realtà”, Complesso di Santa Giuliana, Perugia
- 2003 “Terra di Maestri II. 1923-1945” Villa Fidelia, Spello
- 2004 “Terra di Maestri III. 1946-1959” Villa Fidelia, Spello
- 2006 “Arte all'opera” Palazzo Cesaroni, Perugia
- 2011 “Arte e Patriottismo nell'Umbria del Risorgimento” Palazzo Cesaroni, Perugia
- 2015 Mostra “Maestri del Novecento. Cinquanta anni di presenze a Corciano”, Corciano

## Opere

### Musei, istituzioni pubbliche e enti privati
- Galleria Nazionale dell'Umbria, Perugia, Scultura dedicata ad Aldo Capitini, 1982
- Camera dei Deputati, Palazzo Montecitorio, Roma, Due pescatori con lampare, olio su tela, 1964[11]
- Spagna, Flix, Monumento alle Brigate Internazionali, 1990, ferro[12]
- Galleria Nazionale Slovacca, Bratislava, I pescatori notturni, olio su tela, 1965,[13]
- Columbus Museum of Art, Columbus, Ohio, Due pescatori con lampara, inchiostro e tempera su carta, 1964[14]
- Galleria di Arte Moderna e Contemporanea, Repubblica di San Marino, Pesca Notturna, olio su tela, 1956
- Galleria di Arte Moderna e Contemporanea, Repubblica di San Marino, Composizione senza titolo acrilico su tela, 1976
- Ex Ente Autonomo per il soggiorno dell'Umbria, Regione Umbria, Perugia, Pescatore Notturno, olio su tela, anni '60.
- Palazzo della Provincia di Perugia, Apocalisse, olio su tela, 1964
- Museo di Palazzo della Penna di Perugia, Buoi, olio su tela, 1952
- Collezioni del Comune di Perugia, Il Picconiere, olio su tela, 1950
- Museo Nazionale Collezione Salce, Treviso, Manifesto della Sagra Musicale dell'Umbria, 1948[15]
- Museo Regionale della Ceramica, Deruta (Perugia), scultura in ceramica smaltata, 1963 e un rilievo plastico rappresentante Perugia per “Italia '61 a Torino”, 1961, ceramica.
- Fondazione Ceramica Contemporanea d'Autore Alviero Moretti, Deruta, (Perugia), ceramiche[16]
- Galleria Nazionale dell'Umbria, Perugia, Composizione di figure (senza titolo), olio su compensato, datata tra gli anni '50 e '60 del '900[17]
- Rocca Paolina, Perugia, Monumento Ai Democratici Umbri Vittime dello squadrismo fascista 1921-1922, 1985, bronzo
- Complesso di Santa Giuliana, Perugia, Fontana dedicata al lavoratore, 1962
- Perugia, Via Cortonese (già in Piazza Partigiani), Scultura dedicata all'infanzia, per l'anno internazionale del bambino, 1980, acciaio
- Pietralunga, Monumento ai Caduti, 1948, travertino e bronzo
- Perugia, Sede del PD, ex PCI, Monumento ai Caduti di Pietralunga, Modello in gesso satinato, 1948.
- Passignano, Monumento ai Caduti di tutte le guerre, 1955-56, pietra e ceramica policroma
- Castiglione del lago, Monumento ai Caduti di tutte le guerre, 1956, bronzo e pietra
- Montebuono, Monumento al Partigiano, 1958, pietra
- Agello, Monumento ai Caduti Partigiani di Agello, 1958, acciaio
- Passignano sul Trasimeno, Scultura Istituto Comprensivo Dalmazio Birago, 1964-66 c., ceramica policroma
- Bova Marina, Scultura in metallo, 1965, conservata all'interno di una scuola media.
- Città della Pieve, scultura in acciaio, 1967, andata distrutta.
- Passignano sul Trasimeno, Monumento agli Aviatori Caduti nel Trasimeno, 1967, acciaio
- Pozzuolo, Scuola Media Gino Galeotti, Cattedrali per la conquista dello spazio, 1968, ceramica
- Umbertide, scultura, 1970, acciaio. Conservata presso lo spazio verde della Scuola Media di Umbertide.
- Mugnano, Monumento al Lavoro, 1986, bronzo
- Mugnano, Elementi nell'artigianato, 1987
- Castiglione del Lago, Monumento alla Vita, 1989, bronzo
- Foligno, Palio per la Giostra della Quintana, cm 200 x 104, 1990, conservato presso il Rione Pugilli che vinse la giostra in quell'anno.
- Roma, Collezione CGIL, Minatori del Bastardo, 1950, olio su tela, cm 100 x 70[18]
- Roma, Collezione CGIL, Pescatore, (senza titolo) 1951, olio su masonite, cm 70,4 x 50
- Perugia, Unicredit Banca, ex Cassa di Risparmio di Perugia, Onda Rossa, 1974, olio su tela, cm 149 x 129
- Perugia, Corso Vannucci, ex sede Olivetti, ora divenuta sede di un negozio della Perugina, tempera su parete allo stato attuale non visibile, Operaie, 1950 circa.
- Perugia, Società del Mutuo Soccorso fra gli artisti e gli operai di Perugia, sede di Corso Garibaldi, Bassorilievo per lapide dedicata a Guglielmo Miliocchi, 1987[19]
- Perugia, Manifesto per UmbriaJazz, 1990[20]